# Družstvo v prvním sledu

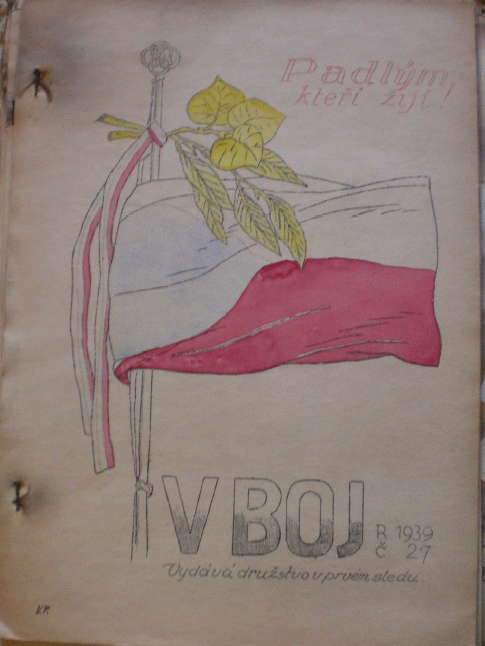
Titulní strana časopisu "V boj",
číslo 27, rok 1939, Vojtěch Preissig

Družstvo v prvním sledu byla ilegální odbojová organizace (skupina) působící na území Protektorátu Čechy a Morava v období od března do listopadu 1939. Její členové založili ilegální časopis V boj a zajišťovali jeho vydávání a distribuci. Organizace vznikla díky odbojářské iniciativě Josefa Škaldy a lidí soustředěných kolem něj. Mezi květnem a listopadem 1939 vydala tato odbojová skupina prvních 27 čísel ilegálního týdeníku V boj. Zpočátku jen v nákladu kolem 500 výtisků, později pak již v počtu 5000 až 7000 exemplářů od každého čísla. (Počet stránek jednoho čísla se pohyboval od 7 do 25. Jako týdeník vycházel každý pátek.) Družstvo v prvním sledu bylo definitivně rozbito úderem gestapa na podzim roku 1939, když jeho struktura byla rozkryta (s pomocí konfidentů gestapa Rudolfa Kotrbatého a Jaroslava Nachtmanna). Ve vydávání ilegálního časopisu V boj pak pokračovala další garnitura odbojářů v podobě dvou paralelně působících redakcí.

## Vznik ilegální organizace
Odbojová organizace (skupina) „Družstvo v prvním sledu“ (ve vojenských termínech to znamená jednotku postupující v čele útoku) vznikla už 15. března 1939 kolem penzionovaného policejního úředníka, bývalého legionáře a předsedy vinohradské pobočky „Svazu československých záložníků a bývalých vojáků“ majora Josefa Škaldy (krycí jméno „Taťka“). Tato organizace našla náplň své odbojové činnosti – stala se první garniturou vydavatelů ilegálního časopisu V boj. Na „ustavující“ schůzce ve Škaldově bytě v Praze na Vinohradech složili zakládající členové „Družstva v prvním sledu“ (většinou bývalí vojáci a legionáři) slavnostní přísahu:
| „                                                  | Ve jménu volnosti, rovnosti a bratrství a v důvěře ve znovuobnovení republiky slibujeme, že budeme bojovat za práva republiky a lidskosti do posledního muže a do poslední krůpěje krve. Ve jménu naší národní cti, ve jménu všeho toho, co je nám jako Čechům nejvýše svaté, přísaháme, že bojovat budeme proti všem nepřátelům našim do té doby, dokud národ náš nebude opět osvobozen. Slibujeme z boje neutíkati, nebezpečí se neohýbati, rozkazů svých vedoucích poslouchati, nepřátele o milost nikdy neprositi a smrti se nelekati a za svobodu vlasti své vše i život položiti. | “ |
| — Slavnostní přísaha členů Družstva v prvním sledu | |   |

Kromě Josefa Škaldy byli tomuto aktu přítomni: Jindřich Benetka, Václav Boháček, František Pařízek, Ing. Bohuslav Svoboda, Jaroslav Straširipka a Jaromír Vaněček. V domě byla umístěna i dílna Škaldova švagra, kde byla bezprostředně po začátku okupace vydávána první čísla časopisu V boj. Dnes (rok 2015) je na domě umístěna pamětní deska (viz níže).
Obdobná „ustavující“ schůzka „Družstva v prvním sledu“ se uskutečnila brzy po 15. březnu 1939 i mezi zaměstnanci Památníku národního osvobození na Vítkově  Schůzky se účastnili: Vojtěch Preissig, Josef Škalda, Emanuel Prüll , František Vik  a další. Tato skupina vydávala první variantu časopisu V boj. V budově Památníku se konaly některé redakční schůzky (a Viktor Preissig zde vytvořil obálku k prvnímu a druhému číslu časopisu V boj).

### Pamětní deska

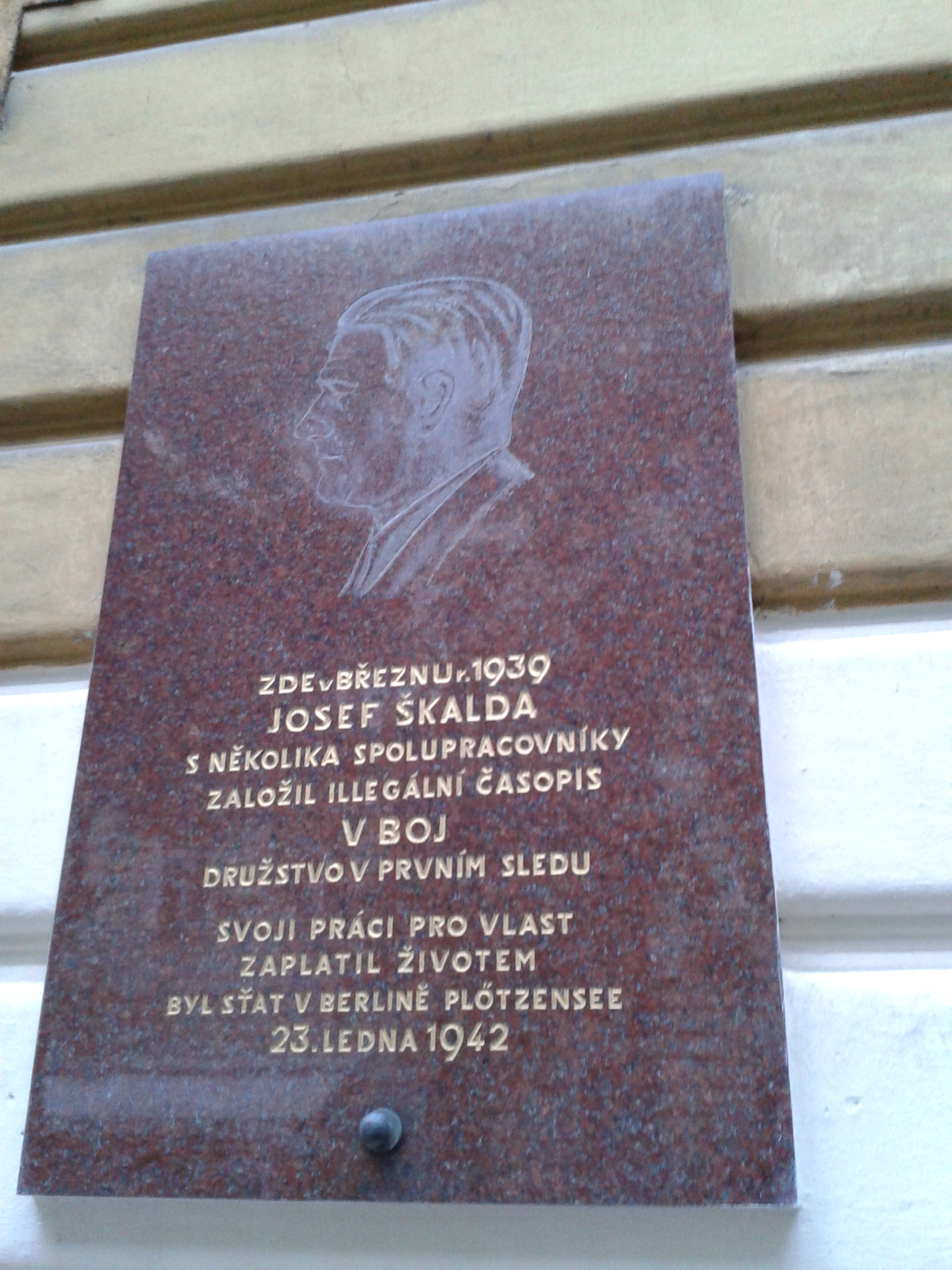
Pamětní deska s portrétem
Josefa Škaldy
(Praha 2, Budečská 1026/14)

Pamětní deska na domě na adrese: Praha 2, Budečská 1026/14  nese text:
ZDE V BŘEZNU R. 1939 
    JOSEF ŠKALDA    
S NĚKOLIKA SPOLUPRACOVNÍKY
ZALOŽIL ILLEGÁLNÍ ČASOPIS
    V BOJ    

DRUŽSTVO V PRVNÍM SLEDU

SVOJI PRÁCI PRO VLAST
    ZAPLATIL ŽIVOTEM
BYL SŤAT V BERLINĚ PLÖTZENSEE 
    23. LEDNA 1942    
pamětní deska 

## Jak to všechno začalo

### Benešův projev a leták „Duch a Meč“
Dne 19. března 1939 byl zahraničním rozhlasem odvysílán rozhlasový projev prezidenta Edvarda Beneše (přenášený z univerzity v Chicagu). V tomto projevu Beneš protestoval proti okupaci Čech a Moravy. K americké veřejnosti a ostatnímu světu se obracel s protestem a s výzvou, aby okolní demokratické a dosud svobodné státy nedopustily trvalé ovládnutí Evropy nacismem.
Dr. Přemysl Šámal Benešův projev stručně zaznamenal a tyto poznámky předal (prostřednictvím své manželky Pavly Kropfové) malířce Jaroslavě Klenkové , odkud text (po několikerém předání) doputoval až k Josefu Škaldovi. Ovlivněn myšlenkami v prohlášení prezentovanými rozmnožil Škalda na cyklostylu asi sto výtisků (se zkrácenou řečí dr. Edvarda Beneše) v kanceláři Svazu československých záložníků a bývalých vojáků  ve formě letáku ("Duch vždy zvítězil nad Mečem") za účelem podělit jimi své nejbližší přátele.
| „                                    | Do posledního dechu budu pokračovat v boji za svobodu našeho národa a za jeho práva. Jsem si jist, že náš národ z tohoto zápasu, tak jako to dokázal předtím v historii, vyjde statečný a hrdý, jako byl po celou dřívější dobu, a že vždy bude na jeho straně sympatie, uznání a láska všech slušných lidí na celém světě. Pravda vítězí. | “ |
| — Z Benešova projevu 19. března 1939 | |   |

### Cesta od Josefa Škaldy k Vojěchu Preissigovi
Obchodník Josef Sejkora následně odnesl několik výtisků Škaldova letáku do Památníku osvobození v Praze na Žižkově. Major Emanuel Prüll nasměroval Sejkoru na Spořilov, kde bydlel bývalý účastník odboje z první světové války, stoupenec T. G. Masaryka – malíř a grafik Vojtěch Preissig. Preissig už delší dobu zvažoval možnost vydávat ilegální tiskoviny a se Sejkorou se dohodli na pravidelném vydávání časopisu.

### Název a koncepce časopisu

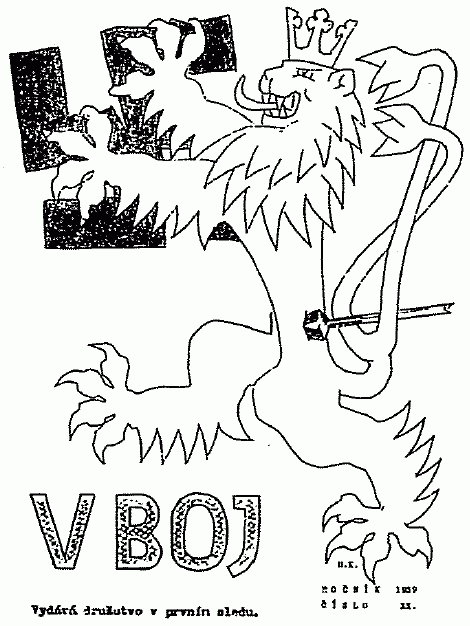
Titulní strana časopisu "V boj",
rok 1939, Vojtěch Preissig

Byl to Josef Sejkora, kdo navrhl název časopisu „V boj“ podle listu, který byl vydáván za první světové války legiemi v Itálii (kolem roku 1917), kde Sejkora bojoval. K názvu „V boj“ pak Josef Šklada připojil dovětek Družstvo v prvním sledu. V záhlaví každého čísla mělo být uvedeno heslo prezidenta T. G. Masaryka „Pravda vítězí“, které Vojtěch Preissig poupravil na „Pravda zvítězí“. Na obálku prvního čísla nakreslil Vojtěch Preissig státní znak – dvouocasého lev, který v drápech trhal německou svastiku.
Hlavou ilegální skupiny se stal Josef Škalda, ideovým otcem časopisu „V boj“ pak Vojtěch Preissig. Spojení Preissiga s vydavateli časopisu V boj zajišťoval Josef Sejkora, který se s Preissigem setkával buď u Preissigových doma (na Spořilově), nebo v Památníku osvobození (na Vítkově).

### Okruh spolupracovníků „Družstva“
Okruh spolupracovníků „Družstva v prvním sledu“ se poměrně rychle začal rozšiřovat. Mezi prvními spolupracovníky „Družstva“, kteří se do vydávání a rozšiřování časopisu V boj záhy zapojili byli:
- obchodník Josef Sejkora,
- nakladatel Otakar Vaněk,
- tiskaři Josef Krupička (z Vokovic), František Pařízek, Jaroslav Straširipka,
- ústřední ředitel vydavatelství Melantrich Jaroslav Šalda,
- legionář major Jan Sadílek,
- spisovatelé Jan Týml, R. J. Vonka,
- redaktoři František Ročen, Eduard Maška,
- malířka Milada Marešová, grafik Vojtěch Preissig a jeho dcera Irena Bernášková,
- Jaromír Vaněček, Václav Boháček, Jindřich Benetka, Ing.Bohuslav Svoboda,
- tchán Josefa Škaldy František Ducháček, manželka Josefa Škaldy – Olga Škaldová, [p 8]
- manželé Anna Němečková a Jaroslav Němeček,
- manželé Helena Slabová a Karel Slaba,
- Karel Lukeš, MUC. František Glesinger, Antonín Hedvík, Miloslav Kopernický, Jindřich Rohn, Karel Koza, Jaroslav Záluský, Otto Veselý, František Štěpánek, Václav Žižka, a další ....

K ilegální skupině „Družstvo v prvním sledu“ se brzy přidali i další osobnosti: redaktor Ivan Herben, JUDr. Ladislav Rašín, JUDr. Prokop Drtina, spisovatel Ph.Dr. Jaroslav Werstadt a komunista Jan Zika. Na jubilejním 27. čísle (k výročí 28. října 1939) se podíleli i Jan Drda a Josef Hora, který používal pseudonym „Jan Víra“.

## Zákulisí výroby a distribuce V boje

### První redakční okruh
První redakční okruh tvořili Josef Škalda, redaktor Eduard Maška, Jan Peč, F. Kotrba, O. Brenner. Po zatčení Eduarda Maška (6. října 1939) převzala jeho funkci redaktora novinářka, spisovatelka a překladatelka Milena Jesenská.

### První číslo časopisu V boj
Koncem dubna 1939 získal Josef Sejkora pro tisk časopisu V boj tiskaře Josefa Krupičku z Vokovic. Ten měl doma vlastní rozmnožovací stroje a možnost nákupu papíru. První číslo časopisu V boj se tisklo v bytě u Krupičků  na přelomu dubna a května 1939 za vydatné pomoci jeho manželky a syna Josefa. Tímto způsobem byl tiskař Krupička schopen tisknout nákladem až 5000 exemplářů za týden.

### Kde a jak se tiskl V boj
S pravidelným tiskem časopisu V boj souvisela i konspirační opatření, která zahrnovala střídavé přemisťování cyklostylů (po jednom až dvou týdnech) z místa na místo. Tisklo se tak střídavě v bytě Jaroslava Straširipky, Josefa Krupičky, Josefa Škaldy, Antonína Jiřiny, a na dalších místech. Naposledy (27. číslo časopisu V boj) se tisklo ve čtvrtém patře paláce Zlatá Husa na Václavském náměstí (viz dále). Výroba každého čísla trvala několik dní. Kromě rodiny Krupičkových pravidelně pomáhali s výrobou Josef Sejkora, Jaroslav Straširipka, Josef Škalda, příležitostně pak Jaromír Vaněček, major Jan Sadílek a jiní. S přepisováním textů rukopisů na rozmnožovací blány pomáhaly i všechny tři dcery Vojtěcha Preissiga: Vojtěška, Irena (Inka) a Yvona.

### Kdo financoval V boj
První čísla financovali jednotliví členové ilegální skupiny „Družstvo v prvním sledu“. Později ale časopis získal některé movitější podporovatele:
- továrník Jindřich Waldes,[p 11]
- ředitel tiskárny nakladatelství Melantrich Antonín Mádl,
- ústřední ředitel Melantrichu Jaroslav Šalda

Pravidelné (týdenní) vydávání časopisu ve velkém nákladu (až 5 000 výtisků) bylo finančně stále náročnější. V květnu 1939 se v bytě Josefa Škaldy uskutečnila schůzka vydavatelů ilegálních časopisů ISNO a „V boj“ s představiteli organizace Obrana národa – Čeňkem Kudláčkem a Jaroslavem Hájíčkem. Na schůzce bylo přislíbeno, že vydávání časopisu V boj bude spolufinancováno ze strany Obrany národa a že Obrana národa podpoří V boj nejen finančně ale i redakčně. Tímto krokem ale Škaldova skupina de facto ztratila právo přímo a výlučně rozhodovat o obsahu časopisu V boj a nadále se stala vlastně už jen jeho výrobní složkou.

### Zdroje informací pro V boj a jeho přispěvatelé
Obsahem jednotlivých čísel časopisu V boj byly překlady článků ze zahraničního tisku a původní články členů Družstva v prvním sledu (vycházely z konspiračních důvodů podepsány různými krycími jmény).
- Překladatelskou práci vykonávali Vojtěch Preissig, redaktor Eduard Maška, Jan Peč, Ing. Prouska nebo plukovník generálního štábu Krčka. Zahraniční tiskoviny (francouzské, americké, anglické, polské, ruské) dostával Josef Škalda z cenzurního oddělení zahraničních novin na policejním ředitelství (od Karla Lukeše).
- Olga Škaldová a členové rodiny Vojtěcha Preissiga (jeho dcery) získávali informace poslechem zahraničního rozhlasu.
- Původní články (zprávy z domova, různé stati, komentáře, úvodníky, úvahy ale i básně[4] apod.) psali: redaktor Eduard Maška, O. Brenner, A. Nehasil, Karel Lukeš, Milena Jesenská, Václav Vlk[p 13], V. Mareš, …[p 14]
- Titulní strana byla kreslená a tvořili ji: Josef Škalda, Vojtěch Preissig, Josef Krupička, major Emanuel Prüll, major Jaroslav Riedl[p 15], major František Vik, …[p 16]
- Karikatury kreslil Karel Slaba.[1]

### Rozsah pokrytí území
Časopis V boj se brzy stal hlavním ilegálním časopisem protinacistického odporu na Němci okupovaném Protektorátu Čechy a Morava. Škaldova skupina (včetně distribuční a kolportérské sítě) pokrývala prakticky celé území tehdejšího protektorátu. Odhaduje se, že čítala více než 500 osob.
„Družstvu v prvním sledu“ se v celkem krátké době podařilo vybudovat poměrně rozsáhlou distribuční a kolportážní síť. Maximální týdenní náklad 5 000 kusů výtisků byl dělen do menších distribučních dávek (po 200 až 500 exemplářích). Tyto „balíčky“ byly kolportovány do skupin a podskupin dalších distributorů dislokovaných nejen v Praze, ale i na venkově. Na těchto kolportážních pozicích pracovali ilegálové z řad vojáků, záložníků, sokolů a inteligence. Pokud byla v některé kolportážní větvi potřeba výtisků vyšší, docházelo k opětovnému rozšiřování V boje na základě originálních tisků a to v podobě celých čísel časopisu nebo jen letáků (Pokud chybělo technické vybavení, mnozí distributoři si časopis nebo jeho části přepisovali sami na psacích strojích). Různými cestami se pak ilegální „V boj“ dostával i za hranice protektorátu.

### Změna v redakci
Během podzimu 1939 byl na post hlavního redaktora „V boje“ prosazen Obranou národa bývalý vedoucí brněnské redakce Lidových novin Ivan Herben.  (Jeho předchůdce major Josef Zuska je některými prameny nesprávně označován za hlavního redaktora „V boje“.)

### Události 10. listopadu 1939 – Poslední číslo „Vboje“
Prostory Hotelu Zlatá husa  v dolní části Václavského náměstí sloužily jako časté místo schůzek první garnitury vydavatelů časopisu V boj. Ve čtvrtém patře zadního traktu hotelu se zde i časopis tiskl. Nejinak to bylo i v případě posledního – 27. čísla časopisu V boj dne 10. listopadu 1939.
Číslo 27 mapovalo a reagovalo na události spojené s 28. říjnem 1939, kdy došlo v Praze a některých dalších městech protektorátu k protiněmeckým demonstracím. Jeho rozmnožování probíhalo na několika různých místech; část nákladu 27. čísla časopisu už byla dokončena před 8. listopadem 1939, kdy byl zatčen tiskař Josef Krupička. Na tuto událost reagovalo „Družstvo“ plánem přesunout tiskařské stroje do podzemí na vybrané místo v pražské kanalizaci, ale k jeho provedení už nedošlo. Nakonec bylo rozhodnuto dohotovit zbytek exemplářů 27. čísla na „osvědčeném“ místě – v Hotelu Zlatá husa. Kvůli zradě konfidenta gestapa Rudolfa Kotrbatého už ale bylo toto místo v „hledáčku“ gestapa.[zdroj?]
Inka Bernášková donesla ten den, 10. listopadu 1939, do hotelu malované obálky, určené pro toto vydání, které koloroval její otec Vojtěch Preissig. Tady se krátce setkala s Josefem Sejkorou, který ji informoval o zatčení Josefa Krupičky. V době, kdy Josef Škalda končil poradu redakce, gestapo obklíčilo široké okolí hotelu. Když Josef Škalda a Josef Sejkora v poledne spolu s balíky výtisků určených pro kolportéry opustili hotel, byli uprostřed Václavského náměstí zastaveni gestapem. V pasáži Alfa došlo ke srážce. Škalda vytáhl revolver a namířil na gestapáka. Stiskl spoušť, ale rána nevyšla. Než stačil pálit podruhé, srazil mu jiný gestapák ruku a další pomocníci gestapa se Škaldy a Sejkory zmocnili. Škalda byl na místě brutálně zmlácen a následně ve vyšetřovnách gestapa podroben krutým výslechům.
Jen o několik hodin později téhož dne (10. listopadu 1939) byl v zadním traktu Hotelu Zlatá husa překvapen a po potyčce s gestapem zatčen spolupracovník redakce Jaroslav Straširipka. Odpoledne přišla ještě do Zlaté Husy i Olga Škaldová, ale podařilo se jí zatčení uniknout a následně varovat ostatní spolupracovníky. Poté s falešnými doklady opustila Prahu.

Titulní stránky posledních tří čísel časopisu V boj (autor: Vojtěch Preissig)
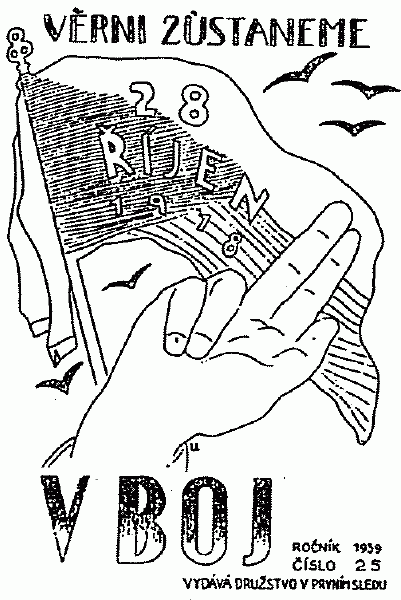
Číslo 25 (Věrni zůstaneme)
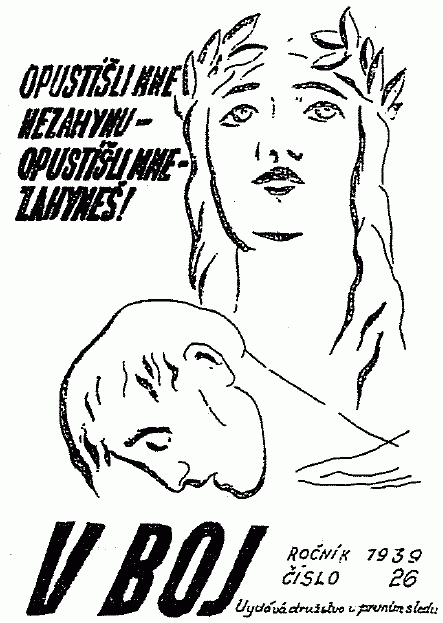
Číslo 26 (Opustíš-li mne…)
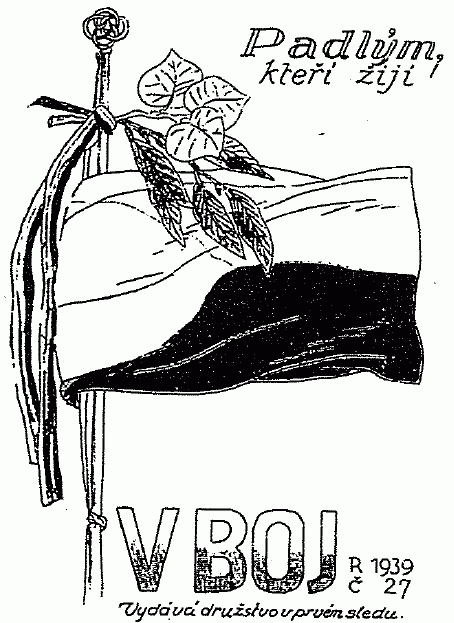
Číslo 27 (Padlým, kteří žijí)

## Závěr
V několika následujících dnech gestapo zatklo Františka Ducháčka, Václava Škaldu, Františka Holického, Jaromíra Vaněčka, MUC. Františka Glesingera, A. Nehasila, Annu Němečkovou a Jaroslava Němečka, a další. Další zatýkání gestapa pak vedlo k definitivnímu rozpadu „Družstva v prvním sledu“. Ostatní nezatčení ilegálové z okruhu vydavatelů časopisu V boj buď emigrovali do zahraničí nebo se ukryli mimo Prahu a pak se zcela „ponořili“ do ilegality.[zdroj?]
Lze konstatovat, že jádro ilegální skupiny kolem Josefa Škaldy bylo definitivně rozkryto a rozbito gestapem na podzim roku 1939. Josef Škalda byl zatčen gestapem 10. listopadu 1939 (viz výše). Na jeho zatčení se podílel konfident gestapa Jaroslav Nachtmann.

### Odsouzení a poprava Josefa Škaldy
Josef Škalda byl shledán vinným (a označen „za nepřítele Říše“). Lidovým soudním dvorem byl odsouzen k trestu smrti za spáchání velezrady (za „velezrádné štvavé psaní velkého rozsahu“) a za pokus o vraždu úředníka pražské státní policie. Popraven byl stětím dne 23. ledna 1942 v Berlíně-Plötzensee.

### Další garnitury časopisu V boj
Podrobnější informace jsou uvedeny v hesle (článku) o ilegálním časopisu V boj
Na činnost původní organizace (tzv. první garnituru) navázaly hned dvě následnické skupiny: spořilovská (někdy označovaná jako civilní) a holešovická (někdy označovaná jako „vydání H“ nebo též vojenská).